# Bramfield (Suffolk)
Pour les articles homonymes, voir Bramfield.
Bramfield est un village et une paroisse civile du Suffolk, en Angleterre.